# シュタイアー
シュタイアー（Steyr [ˈʃtaɪ̯ɐ] ( 音声ファイル)）は、オーストリアのオーバーエスターライヒ州の都市で、行政的には郡に属さない憲章都市（Statutarstadt）である。
エンス川とシュタイアー川 (de) の合流地点に位置している。
製造業の中心都市として長い歴史を持ち、ステアーAUGを製造しているシュタイヤー・マンリヒャー社の本社などがある。 

## 歴史
シュタイアーは、980年に歴史的な建物の大規模な改修を受けた。街はオーストリアで最も保存状態の良い街の1つである。"Stadtplatz"周囲の旧市街が有名。旧市街は数百年間とても良く保存され、第二次世界大戦後には大規模な修復がされた。Bummerlhausは最もよく知られた建築物であり、中央ヨーロッパにおいて規模の面でゴシック建築の最高傑作の一つとされている。歴史的に、数多くの著名人がシュタイアーに居住したり、訪問したりしている。フランツ・シューベルトは、休暇で訪れた際に当地でピアノ五重奏曲『鱒』を作曲した。またアドルフ・ヒトラーは、短い期間ではあるが、10代の頃にGrünmarktに住み、1904年に学校に通っていた。1934年には、オーストリア社会民主党とキリスト教社会主義党の間で勃発したオーストリア内戦の戦場の一つとなった。結果としてファシズム体制による共同統治が、1938年のナチス・ドイツによるオーストリア併合まで続いた。
第二次世界大戦中、武器や車両の主要な生産拠点であったため、街はそれらの工場を破壊するための空襲の標的となった。街の大部分は損傷を受けたが、工場は終戦近くまで機能した。シュタイアーにはかつて、ナチスによるマウトハウゼン強制収容所の一部が置かれていたことが知られている。1945年5月、第761戦車大隊 (761st Tank Battalion) の黒人兵士と赤軍第5親衛空挺師団 (5th Guards Airborne) がエンス川の橋で連絡を取り合い、街は連合軍の合流地点となって占領された。シュタイアーはベルリンのように、ソ連軍とアメリカ軍によって分断された。占領は1955年、オーストリアが永世中立を宣言するまで続いた。